# Patulia
Patulia é uma vila no distrito de North 24 Parganas, no estado indiano de Bengala Ocidental.

## Demografia
Segundo o censo de 2001, Patulia tinha uma população de 13 825 habitantes. Os indivíduos do sexo masculino constituem 52% da população e os do sexo feminino 48%. Patulia tem uma taxa de literacia de 80%, superior à média nacional de 59,5%: a literacia no sexo masculino é de 84% e no sexo feminino é de 75%. Em Patulia, 9% da população está abaixo dos 6 anos de idade.